# Eerste regieassistent
De eerste regieassistent is de rechterhand van de regisseur. Zijn taak bestaat onder andere uit helpen bij het opstellen van het draaiboek, eventueel castings organiseren voor het zoeken naar acteurs. Als er geen opnameleider aanwezig is, zal de eerste regieassistent deze taak op zich nemen zodat alles vlot en volgens schema verloopt.